# Вінтер (містечко, Вісконсин)
Вінтер (англ. Winter) — місто (англ. town) в США, в окрузі Соєр штату Вісконсин. Населення — 1000 осіб (2020).

## Демографія
Згідно з переписом 2010 року, у місті мешкало 960 осіб у 402 домогосподарствах у складі 278 родин. Було 1413 помешкання
Расовий склад населення:
| - 90,3 % — білих - 4,8 % — чорних або афроамериканців - 1,0 % — корінних американців - 0,5 % — азіатів |

До двох чи більше рас належало 3,1 %. Частка іспаномовних становила 1,1 % від усіх жителів.
За віковим діапазоном населення розподілялося таким чином: 11,2 % — особи молодші 18 років, 63,1 % — особи у віці 18—64 років, 25,7 % — особи у віці 65 років та старші. Медіана віку мешканця становила 53,6 року. На 100 осіб жіночої статі у місті припадало 131,3 чоловіків;  на 100 жінок у віці від 18 років та старших — 135,4 чоловіків також старших 18 років.
Середній дохід на одне домашнє господарство  становив 52 877 доларів США (медіана — 44 537), а середній дохід на одну сім'ю — 60 142 долари (медіана — 51 058). Медіана доходів становила 56 635 доларів для чоловіків та 34 375 доларів для жінок. За межею бідності перебувало 10,9 % осіб, у тому числі 14,3 % дітей у віці до 18 років та 8,4 % осіб у віці 65 років та старших.
Цивільне працевлаштоване населення становило 364 особи. Основні галузі зайнятості: освіта, охорона здоров'я та соціальна допомога — 19,2 %, роздрібна торгівля — 16,2 %, транспорт — 14,6 %.